# Lophiodontidae
Lophiodontidae — родина травоїдних ссавців з групи Perissodactyla. Вони жили в південній Європі в еоценову епоху. Раніше вважалося, що вони пов'язані з тапірами, а тепер вважається, що вони, швидше за все, були пов'язані з ранніми халікотерами, хоча вони відрізняються від цієї групи.